# شاهرخ غادوييف
شاهرخ غادوييف (31 ديسمبر 1991) لاعب كرة قدم أوزبكستاني من دون عقد حاليا يجيد اللعب في مركز الوسط الأيسر كما يجيد اللعب في مركز الجناح الأيسر.

## الإنجازات

### نسف قرشي
- كأس أوزبكستان (1): 2015

### المحرق
- كأس ملك البحرين (1): 2016